# Flower Power (Girls' Generation)
Flower Power è un singolo in lingua giapponese del girl group sudcoreano Girls' Generation, pubblicato nel 2012 ed estratto dall'album Girls & Peace.

## Tracce
- CD

1. Flower Power – 3:18
2. Beep Beep – 3:21
3. Girls' Generation 2 Smash-Up (featuring Sean Paul) – 3:26